# Campeonato Mundial de Corta-Mato de 1980
O 8º Campeonato Mundial de Corta-Mato foi realizado em 9 de Março de 1980 em Paris, França. 

## Resultados

### Corrida Longa Masculina

#### Individual
| Medalha | Atleta               | País               | Tempo     |
| Ouro    | Craig Virgin         | Estados Unidos     | 35:01 min |
| Prata   | Hans-Jürgen Orthmann | Alemanha Ocidental | 35:07 min |
| Bronze  | Nick Rose            | Inglaterra         | 35:09 min |

#### Equipas
| Medalha | Selecção | Marca   |
| Ouro    | Inglaterra · Nick Rose (3º) · Bernie Ford (10º) · Barry Smith (14º) · Steve Kenyon (17º) · Nick Lees (19º) · Graham Tuck (37º)                   | 100 pts |
| Prata   | Estados Unidos · Craig Virgin (1º) · Daniel Dillon (12º) · Kenneth Martin (23º) · Steve Plasencia (36th) · Don Clary (43º) · Mark Anderson (48º) | 163 pts |
| Bronze  | Bélgica · Léon Schots (4º) · Karel Lismont (11º) · Alex Hagelsteens (21º) · Eddy de Pauw (38º) · Frank Grillaert (44º) · Roger de Vogel (57º)    | 175 pts |

### Corrida Júnior Masculina

#### Individual
| Medalha | Atleta           | País            | Tempo     |
| Ouro    | Jorge García     | Espanha         | 22:17 min |
| Prata   | Valeriy Gryaznov | União Soviética | 22:23 min |
| Bronze  | Ed Eyestone      | Estados Unidos  | 22:27 min |

#### Equipas
| Medalha | Selecção        | Marca  |
| Ouro    | União Soviética | 50 pts |
| Prata   | Estados Unidos  | 75 pts |
| Bronze  | Espanha         | 79 pts |

### Corrida Longa Feminina

#### Individual
| Medalha | Atleta             | País            | Tempo     |
| Ouro    | Grete Waitz        | Noruega         | 15:05 min |
| Prata   | Irina Bondarchuk   | União Soviética | 15:49 min |
| Bronze  | Yelena Chernysheva | União Soviética | 15:52 min |

#### Equipas
| Medalha | Selecção | Marca  |
| Ouro    | União Soviética · Irina Bondarchuk (2ª) · Yelena Chernysheva (3ª) · Gyana Romanova (5ª) · Svetlana Ulmasova (6ª) | 15 pts |
| Prata   | Inglaterra · Penny Forse (7ª) · Kath Binns (9ª) · Sandra Arthurton (14ª) · Ruth Smeeth (19ª)                     | 49 pts |
| Bronze  | Estados Unidos · Jan Merrill (5ª) · Margaret Groos (10ª) · Julie Shea (13ª) · Brenda Webb (21ª)                  | 49 pts |